# Sonja Hilberger
Sonja Hilberger (* 1968 in Berlin) ist eine deutsche Schauspielerin und Regisseurin.

## Leben
Sonja Hilberger, geboren und aufgewachsen in Berlin-Gropiusstadt, besuchte von 1974 bis 1987 die Walter-Gropius-Schule. Sie studierte Theaterwissenschaft, Germanistik und Psychologie an der Freien Universität Berlin, Veranstaltungstechnik an der Beuth Hochschule für Technik Berlin und von 1990 bis 1994 Schauspiel an der Hochschule für Musik und Theater Rostock.
Nach Engagements am Theater Kiel und an den Uckermärkische Bühnen Schwedt arbeitet sie freiberuflich als Schauspielerin und Regisseurin. Sie ist Mitglied des Ensembles des Theater 89, spielte am Volkstheater Rostock, bei den Bad Hersfelder Festspielen, am Theater am Kurfürstendamm Berlin, bei den Ruhrfestspielen, dem Brechtfestival Augsburg. Sie inszenierte am Theater 89, dem Volkstheater Rostock, den Uckermärkische Bühnen Schwedt und an der Neuen Bühne Senftenberg.
Gemeinsam mit Experten aus den Bereichen Kunst, Wissenschaft und Pädagogik gründete Sonja Hilberger 2012 den Verein „muse work e.V.“, der eine Schnittstelle bietet zwischen verschiedenen Institutionen und Unternehmen der Stadt Rostock wie Volkstheater Rostock, Kunsthalle Rostock, Compagnie de Comédie, Hochschule für Musik und Theater Rostock, Pädagogisches Kolleg und Schulen, um Formate wie das „Kunstlabor Rostock“ zu initiieren und auch bei der Produktion von Theaterstücken neue Wege zu gehen.
Sonja Hilberger übernimmt 2019 die künstlerische Leitung des 5. Freisprung Theaterfestivals und verantwortet seitdem das künstlerische Profil des Nachwuchsfestivals der Freien Theater Mecklenburg-Vorpommerns.
An der Universitätsmedizin Rostock ist Sonja Hilberger Projektleiterin für das Simulationspatientenprogramm.
Hilberger erhielt Lehraufträge an der Hochschule für Musik und Theater Rostock, an der Hochschule für Musik und Theater „Felix Mendelssohn Bartholdy“ Leipzig und an der Berliner Schule für Schauspiel.
2022 erhielt Sonja Hilberger einen Ruf an das Max Reinhard Seminar der Universität für Musik und darstellende Kunst Wien als Professorin für Rollengestaltung.

## Werke

### Filmografie
- 1996: Freunde fürs Leben (Fernsehserie, Staffel 5, Folgen 65–68), Regie: Thomas Jacob
- 1998: Angel Express (Kinofilm), Regie: RP Kahl
- 2007: Alle Alle (Kinofilm), Regie: Pepe Planitzer (Berlinale 2007, Perspektive Deutsches Kino)
- 2011: Der Kriminalist (Fernsehserie, Folge Sucht), Regie: Filippos Tsitos
- 2015: Soko Wismar (Fernsehserie, Folge Unter Strom), Regie: Kerstin Ahlrichs
- 2017: Polizeiruf 110 (Fernsehserie, Folge Angst heiligt die Mittel), Regie: Christian von Castelberg
- 2018: Polizeiruf 110 (Fernsehserie, Folge Der Fall Sikorska), Regie: Stefan Kornatz
- 2021: Jerks. (Fernsehserie, Folge Krallensohn), Regie: Christian Ulmen
- 2021: Als Susan Sontag im Publikum saß (Kinofilm), Regie: RP Kahl[13]

### Inszenierungen (Auswahl)
- 2002: Zimmer Frei (Markus Köbeli), Theater zum westlichen Stadthirschen
- 2007: Für Freudensprünge keine Zeit (Eugen Herman-Friede), Uraufführung, Theater 89
- 2011: Die chinesische Nachtigall (Hans Christian Andersen), Volkstheater Rostock
- 2011: Gut gegen Nordwind (Daniel Glattauer), Volkstheater Rostock
- 2011: Über die Möglichkeiten der Punkbewegung (Oliver Kluck), Uraufführung, Volkstheater Rostock[14]
- 2012: Wie Michel eine Heldentat vollbrachte (Astrid Lindgren), Volkstheater Rostock
- 2013: Gas I (Georg Kaiser), Volkstheater Rostock, Koproduktion mit der Hochschule für Musik und Theater Rostock[15]
- 2014: Bis ans Limit (Elisabeth Zöller und Brigitte Kolloch), Uckermärkische Bühnen Schwedt
- 2014: Engel mit nur einem Flügel (Fendt/Kiekhöfer), Compagnie de Comédie Rostock[16]
- 2015: Das kalte Herz (Monika Radl), Uraufführung, Uckermärkische Bühnen Schwedt
- 2015: Pro An(n)a, (Marzena Ryłko), deutsche Erstaufführung, Volkstheater Rostock[17]
- 2016: Aladin (Monika Radl), Uraufführung, Uckermärkische Bühnen Schwedt
- 2016: Die 39 Stufen (Alfred Hitchcock / John Buchan), Uckermärkische Bühnen Schwedt
- 2016: Bornholmer Straße (Christian Schwochow / Jörg Steinberg), Neue Bühne Senftenberg
- 2017: Das Leben und Sterben des Kaplan Slüter zu Rostock (Holger Teschke), Uraufführung,  Volkstheater Rostock[18][19]
- 2018: Die Schule der Diktatoren (Erich Kästner), Volkstheater Rostock
- 2018: Fighter (Knut Winkmann / Philipp Romann), Compagnie de Comédie Rostock[20]
- 2019: Till Eulenspiegel (Hans Sachs)[21][22]
- 2019: Nürnberg (Wojciech Tomczyk), deutschsprachige Erstaufführung, Uckermärkische Bühnen Schwedt[23][24]
- 2019: Erich Kästner – Fort von hier! Uraufführung unter Verwendung von Originaltexten, Volkstheater Rostock[25]
- 2020: Hänsel und Gretel (Gebrüder Grimm, Fassung Gunnar Kunz), Compagnie de Comédie Rostock
- 2021: Farm der Tiere (George Orwell, Fassung Peter Hall), Uckermärkische Bühnen Schwedt[26][27]
- 2021 Diktat der Gesundheit (?) / Inszenierung in 3 Räumen nach Corpus Delicti  (Juli Zeh)[28][29][30]

### Theater (Auswahl)
- 1994: Krankheit der Jugend (Ferdinand Bruckner), Regie: Henning Rühle
- 1994: Medea (Georg Anton Benda), Regie: Thomas Vallentin
- 1995: Die Minderleister (Peter Turrini), Regie: Wolfgang Lichtenstein
- 1997: Orpheus in der Unterwelt (Jacques Offenbach), Regie: Gerhard Kähling
- 1997: Eva, Hitler’s Geliebte (Stefan Kolditz), Regie: Frank Strobel
- 2002: It Works (Oliver Bukowski), Uraufführung, Regie: Hans-Joachim Frank
- 2003: Acht Frauen (Robert Thomas / François Ozon), Regie: Matthias Brenner
- 2003: Der aufhaltsame Aufstieg des Arturo Ui (Bertolt Brecht), Regie: Johanna Schall
- 2003–2018: Der Raub der Sabinerinnen (Franz und Paul von Schönthan / Curt Goetz), Regie: Katharina Thalbach
- 2004: Sommernachtstraum (William Shakespeare), Regie: Rainer Iversen
- 2004: Sein oder nicht Sein (Edwin Justus Mayer), Regie: Katja Paryla
- 2006: Nach dem Kuss (Oliver Bukowski), Uraufführung, Regie: Hans-Joachim Frank
- 2006–2015: Eine Liebe in Deutschland (Rolf Hochhuth), Uraufführung, Regie: Hans-Joachim Frank
- 2007: Herbertshof (Ralf-Günter Krolkiewicz), Regie: Hans-Joachim Frank
- 2008: Industrielandschaft mit Einzelhändlern (Egon Monk), Uraufführung, Regie: Hans-Joachim Frank
- 2008: Steinkes Rettung (Oliver Bukowski), Regie: Hans-Joachim Frank
- 2009: Das Käthchen von Heilbronn (Heinrich von Kleist), Regie: Johanna Schall
- 2009: Jugend ohne Gott (Ödön von Horváth), Regie: Hans-Joachim Frank
- 2010: Münchhausen (Erich Kästner), Regie: Johanna Schall
- 2012: Faust II, (Johann Wolfgang von Goethe), Regie: Wolfgang Bunge
- 2013: Hamlet (William Shakespeare), Regie: Kay Wuschek
- 2013: Atropa (Tom Lanoye), Regie: Alexander Flache
- 2014: Lehrstück (Bertolt Brecht / Paul Hindemith), Regie: Johanna Schall
- 2015: Die Komödie der Irrungen, (William Shakespeare), Regie: Manfred Gorr
- 2016: Unwiderstehlich (Fabrice Roger-Lacan), Regie: Reiner Heise
- 2017: Das Sparschwein (Eugène Labiche), Regie: Johanna Schall
- 2019: Die deutschen Kleinstädter (August von Kotzebue), Regie: Hans-Joachim Frank[31][32][33]
- 2020: Der Nibelungen Wut (Johanna Schall / Grit van Dyk), Regie: Johanna Schall[34][35]

## Auszeichnungen
- 1998: Schauspielerin des Jahres, Oskar der Uckermark, Uckermärkische Bühnen Schwedt[36]
- 1998: Jugend kulturell, Förderpreis, Landessieger Mecklenburg-Vorpommern